# Reginald Walter Hooley
Reginald Walter Hooley (Southampton, 5 september 1865 - 5 mei 1923), was een Engels paleontoloog.
Reginald was de zoon van William Hooley, een rentenier. In 1889 kwam hij in dienst van de wijnhandel Godrich & Petman waar hij zich zou opwerken tot directeur. Hooley had al van jongs af aan een grote belangstelling voor paleontologie. De klippen aan de kust van de streek waar hij leefde, bevatten veel fossielen die regelmatig werden blootgelegd door stormen. Hooley bezocht vooral op zijn vrije dagen het eiland Wight, dat een rijke vindplaats was van prehistorische reptielen uit het Mesozoïcum. Door fanatiek de hele kustlijn in de gaten te houden en iedere vondst verbeten verder op te graven, wist Hooley een belangrijke collectie fossielen op te bouwen. Daar beperkte hij zich echter niet toe: hij bezat de intelligentie om de vondsten ook zelf te beschrijven. Zo zou hij vanaf 1900 uiteindelijk veertien wetenschappelijke artikelen publiceren, over archeologie, geomorfologie, maar vooral paleontologie. Dat stelde hem in staat nieuw ontdekte soorten ook zelf te benoemen.
De meeste van zijn ontdekkingen betroffen schildpadden en Crocodylomorpha zoals Goniopholis crassidens. Het beroemdst zou hij echter worden door zijn vondsten van pterosauriërs en dinosauriërs. Zo beschreef hij in 1913 de pterosauriër Ornithodesmus latidens, die later hernoemd zou worden tot Istiodactylus. Zowel in 1889 en 1914 ontdekte hij een vrij compleet skelet van wat hij aanzag voor een specimen van Iguanodon. Het laatste skelet zou in 1925 door hem benoemd worden als Iguanodon atherfieldensis. Dat gebeurde echter postuum: Hooley overleed twee jaar voordat de paper in november 1925 voorgedragen werd op een vergadering van de Geological Society of London. Later zou de soort hernoemd worden tot Mantellisaurus.
Behalve veldwerker was Hooley ook een niet onbelangrijk theoreticus die een eigen taxonomie van de Pterosauria opstelde. Zelf zou hij in 1926 geëerd worden doordat er een uitgestorven plant naar hem vernoemd werd: Hooleya.
Hooley voerde zijn activiteiten niet in grote eenzaamheid uit. In 1890 werd hij lid van de Hampshire Field Club & Archaeological Society te Winchester. Hij woonde toen in Portwood. In 1912 zou hij een van de leden daarvan trouwen: E.E. Holden, waarna hij zelf in Winchester ging wonen, waar hij zelf nog wethouder zou worden, in welke functie hij kunsten en wetenschappen bevorderde. Hij was een van de oprichters van de Isle of Wight Natural History and Archaeological Society en vanaf 1918 onbezoldigd conservator van het Winchester Museum. Hij werd verkozen tot Fellow of the Geological Society.
Na zijn dood werd de Hooley Collection in 1924 van zijn vrouw gekocht door het British Museum of Natural History. Deze bevatte toen zo'n 1300 specimina waaronder overigens ook een groot aantal moderne insecten. Hooley was in het begin van de twintigste eeuw vrijwel de enige die bij Wight systematisch paleontologische opgravingen verrichtte; na zijn overlijden zou het onderzoek decennia stilliggen.